# Reggie Jackson (basketspelare)

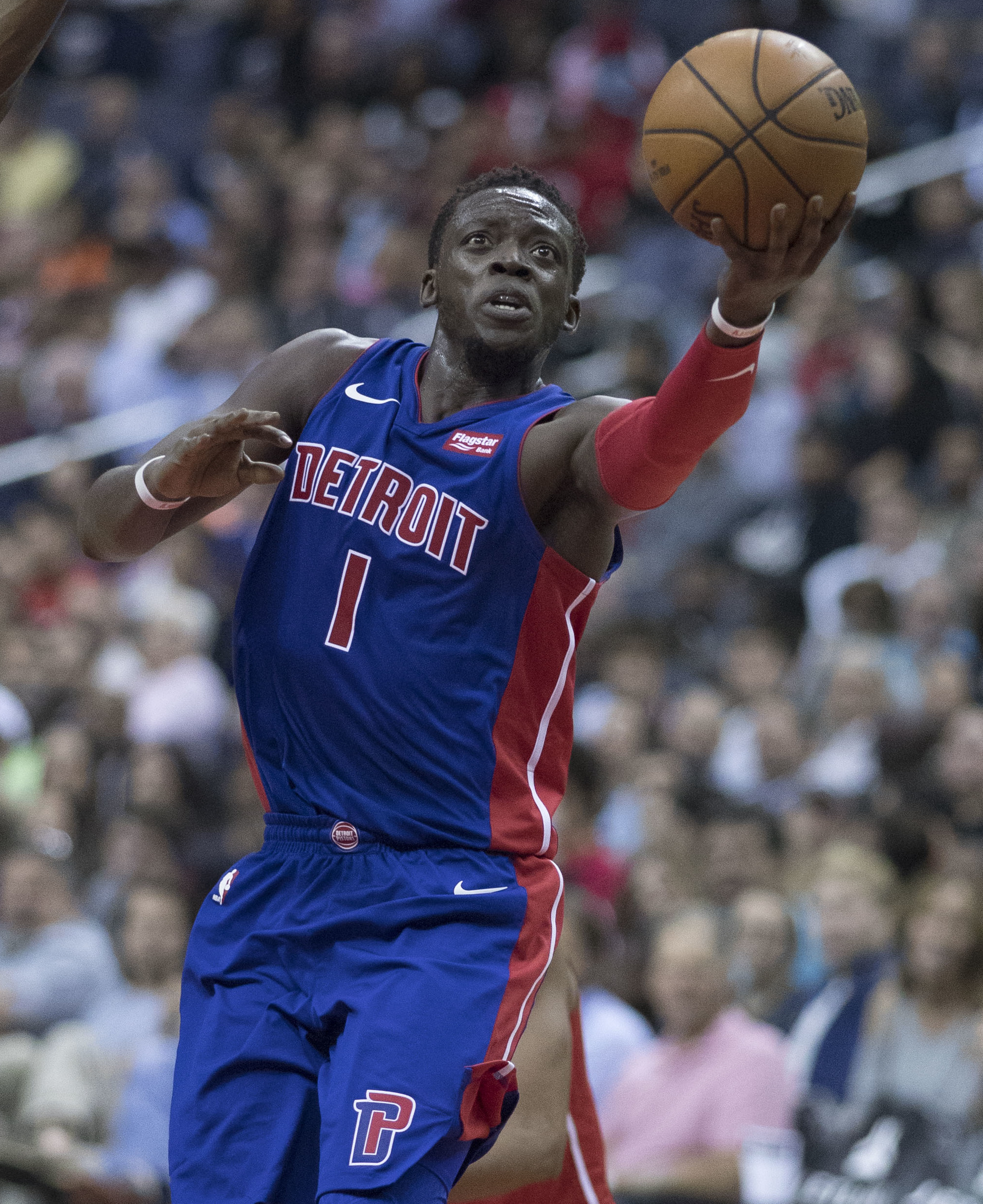
Reggie Jackson, 2017.

Reginald Shon "Reggie" Jackson, född 16 april 1990 i Pordenone i Italien, är en amerikansk professionell basketspelare (PG/SG) som spelar för Washington Wizards i National Basketball Association (NBA). Han har tidigare spelat för Oklahoma City Thunder, Detroit Pistons, Los Angeles Clippers, Denver Nuggets och Philadelphia 76ers.
Jackson var med om att vinna NBA-mästerskapet, tillsammans med Denver Nuggets, för säsongen 2022–2023.
Han draftades av Oklahoma City Thunder i första rundan i 2011 års draft som 24:e spelare totalt.
Innan Jackson blev proffs studerade han vid Boston College och spelade för deras idrottsförening Boston College Eagles.
År 2008 avsade Jackson sitt italienska medborgarskap.